# Max Havelaar (film)
Max Havelaar of de koffieveilingen der Nederlandsche Handelmaatschappij is een Nederlands-Indonesische speelfilm uit 1976 van Fons Rademakers naar de gelijknamige roman van Multatuli.
De hoofdrollen worden gespeeld door Peter Faber (Max Havelaar) en Sacha Bulthuis (Tine). Rutger Hauer, die de hoofdrol had willen spelen, vervult een bijrol als Duclari; Krijn ter Braak speelt de controleur Verbrugge en Adendu Soesilaningrat speelt de rol van inlandse regent. Het camerawerk is van Jan de Bont. Het scenario van Gerard Soeteman is gebaseerd op de roman, maar vooral aan het einde van de film krijgt de geschiedenis van Saïdjah en Adinda meer nadruk. Dharmaya W. Sarjana schreef een eerste scenario voor de film met de titel Saïdjah en Adinda. 
De film werd grotendeels in Indonesië gedraaid, aanvankelijk met steun van de Indonesische regering. De film werd echter tot 1987 door de Indonesische censuurcommissie verboden, omdat de positie van het Indonesische volk erin als ontoereikend werd geacht. Later eisten de Indonesische autoriteiten drie aanvullende scènes die het Indonesisch verzet beter in beeld brachten. Een reden voor het verbod kan ook geweest zijn dat het Soeharto-regime moeite had met de scènes over onderdrukking door een inlandse regent. Het einde van de film bevat enkele scènes met gewelddadig optreden door het KNIL.
In Nederland was de film met 727.000 bezoekers een succes. Ook in de Sovjet-Unie, de Verenigde Staten, Spanje, Denemarken en andere Europese landen deed de film het goed. Max Havelaar won de speciale juryprijs op het filmfestival van Teheran, een ereprijs op het filmfestival van Napels en de Deense Bodil voor Beste niet-Engelstalige film. De film werd in 2003 door A-Film Distribution en het Nederlands Filmmuseum op dvd uitgebracht als onderdeel van een box met 11 films van Rademakers.

## Rolverdeling
| Acteur                | Personage            |
| --------------------- | -------------------- |
| Peter Faber           | Max Havelaar         |
| Sacha Bulthuis        | Tine                 |
| Rutger Hauer          | Duclari              |
| Krijn ter Braak       | Verbrugge            |
| Adendu Soesilaningrat | Inlands regent       |
| Maruli Sitompul       | Demang               |
| Carl van der Plas     | Resident             |
| Rima Melati           | Mevrouw Slotering    |
| Joop Admiraal         | Slotering            |
| Herry Lantho          | Saïdjah              |
| Nenny Zulaini         | Adinda               |
| Frans Vorstman        | Gouverneur-generaal  |
| Dolf de Vries         | Hendrickx            |
| Leo Beyers            | Droogstoppel         |
| Trees van der Donck   | Mevrouw Droogstoppel |
| Hugo Koolschijn       | Luitenant            |
| Helmert Woudenberg    | Planter              |